# Kyjice
Kyjice (německy Kaitz) jsou zaniklá vesnice v okrese Chomutov. Ležely v nadmořské výšce 271 metrů. asi 2,5 kilometru východně od Jirkova a v době svého zániku byly místní části obce Vrskmaň. Zanikly v roce 1979 při stavbě vodní nádrže Újezd. Katastrální území Kyjice je součástí Vrskmaně a měří 2,85 km².

## Název
Název vesnice je odvozen ze jména Kyja ve významu ves lidí Kyjových. V těsném sousedství Kyjic se nacházela osada Okrouhlá. Obě osady postupně splynuly, a pro spojenou vesnici se začal používat název Okrouhlé Kyjice. V historických pramenech se jméno vyskytuje ve tvarech: Keycz (1383), Scheiblechtkeicz (1420), z Kigicz (1405), in Keycziczich (1417), in Kercziczich (1437), in Kercziczich alias Kygiczich (1449), in villa Kaycz (1455), Kaicz (1457), pod okruhlymi Kygiczy (1460), in Kygiczích (1464), vsí Kycziczemi Wokrauhlau (1539), wokrauhly Keycz (1542), ve vsi Wokrauhle Kycze (1553), Kyczycze Wokrauhlau (1608), Kaitz, Keitz nebo Kogitz (1787) a Kajice nebo Kaitz (1854).

## Historie
První písemná zmínka o Kyjicích pochází z roku 1383, kdy vesnice byla manstvím hradu Nový Žeberk. Na kyjické tvrzi tehdy sídlil jakýsi Hák, který byl pravděpodobně předkem rytířského rodu z Kyjic. V patnáctém století vesnice patřila k jirkovskému, respektive červenohrádeckému panství. Někdy v té době se Okrouhlé Kyjice spojily s Dlouhými Kyjicemi, které stály původně na území novosedelského statku. Část Okrouhlých Kyjic koupil roku 1553 Jáchym Hora z Ocelovic, kterému patřilo Nové Sedlo. V roce 1558 získal Kryštof z Karlovic od města Jirkov kyjický mlýn s loukou.

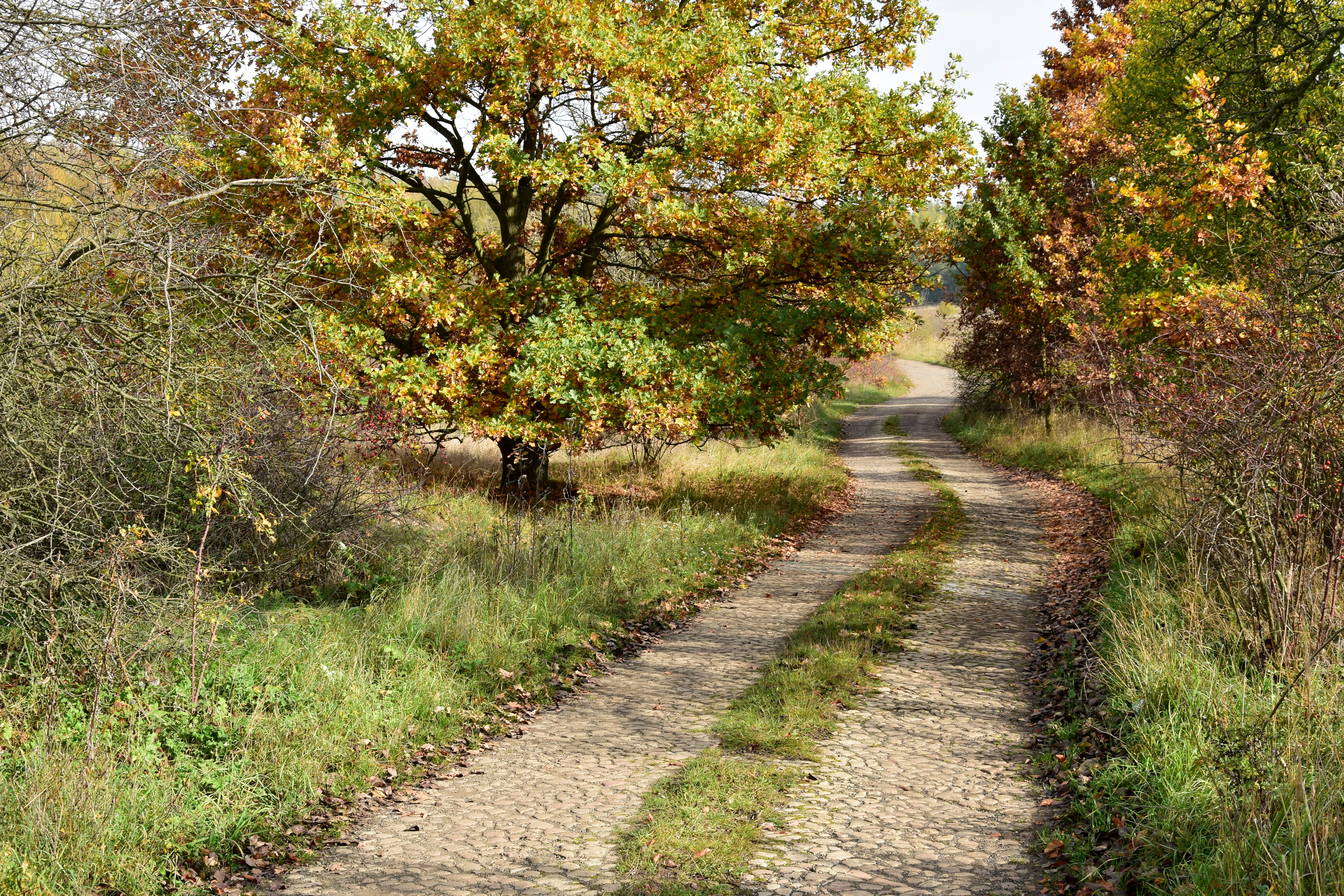
Stará cesta v prostoru zaniklé obce

Koncem šestnáctého století Kyjice patřily k chomutovskému panství, ale berní rula z roku 1654 je uvádí u novosedelského panství. Ve vsi v té době žilo deset sedláků, šest chalupníků a jeden zahradník. Dohromady měli 25 potahů a chovali třicet krav, 27 jalovic, 86 ovcí a šestnáct koz. Jeden ze sedláků provozoval mlýn s jedním kolem (původně se dvěma) a jeden chalupník pracoval jako tesař. Na polích se pěstovala pšenice a žito.
Podle Topographie des Königreiches Böhmen z roku 1787 od Jaroslava Schallera patřily Kyjice v poslední čtvrtině osmnáctého století k novosedelskému panství a stálo v nich 31 domů. Johann Gottfried Sommer ve svém díle z roku 1846 uvádí 247 obyvatel v 36 domech, panský dvůr, dva mlýny a hostinec. Koncem devatenáctého století pracovali obyvatelé Kyjic zejména v zemědělství a v jirkovských továrnách. V samotné vsi býval statek, který patřil k Jezeří, tři hostince, dva vodní mlýny, parní továrna na výrobu vaty a továrna Sanitas, kde se vyráběly obvazové materiály a hygienické pomůcky, které se vyvážely do jižní Evropy, Egypta a Ruska. V okolí vesnice se nacházelo 77 hektarů důlních měr v majetku společnosti Allgemeine Deutsche Kreditanstalt Leipzig. Jedním z hnědouhelných dolů byl Servác uzavřený před rokem 1905. Roku 1870 měli Lobkovicové v Kyjicích pilu s vlastním vodním náhonem, ale roku 1926 už nefungovala a část jejích budov sloužila v areálu blíže neznámého uhelného dolu.
Během druhé světové války ve vsi fungovala nemocnice pro zajatce z Ukrajiny, kteří pracovali v okolí Jirkova. Většina pacientů však v nemocnici umírala. V polovině a koncem roku 1944 vesnici zasáhlo bombardování. Po válce se správy Kyjic dne 8. května 1945 ujala správní komise tvořená pěti Čechy. O dva roky později bylo založeno strojní družstvo a roku 1950 zahájilo svou činnost jednotné zemědělské družstvo.
Vesnice zanikla v roce 1979 při stavbě vodní nádrže Újezd.

## Přírodní poměry

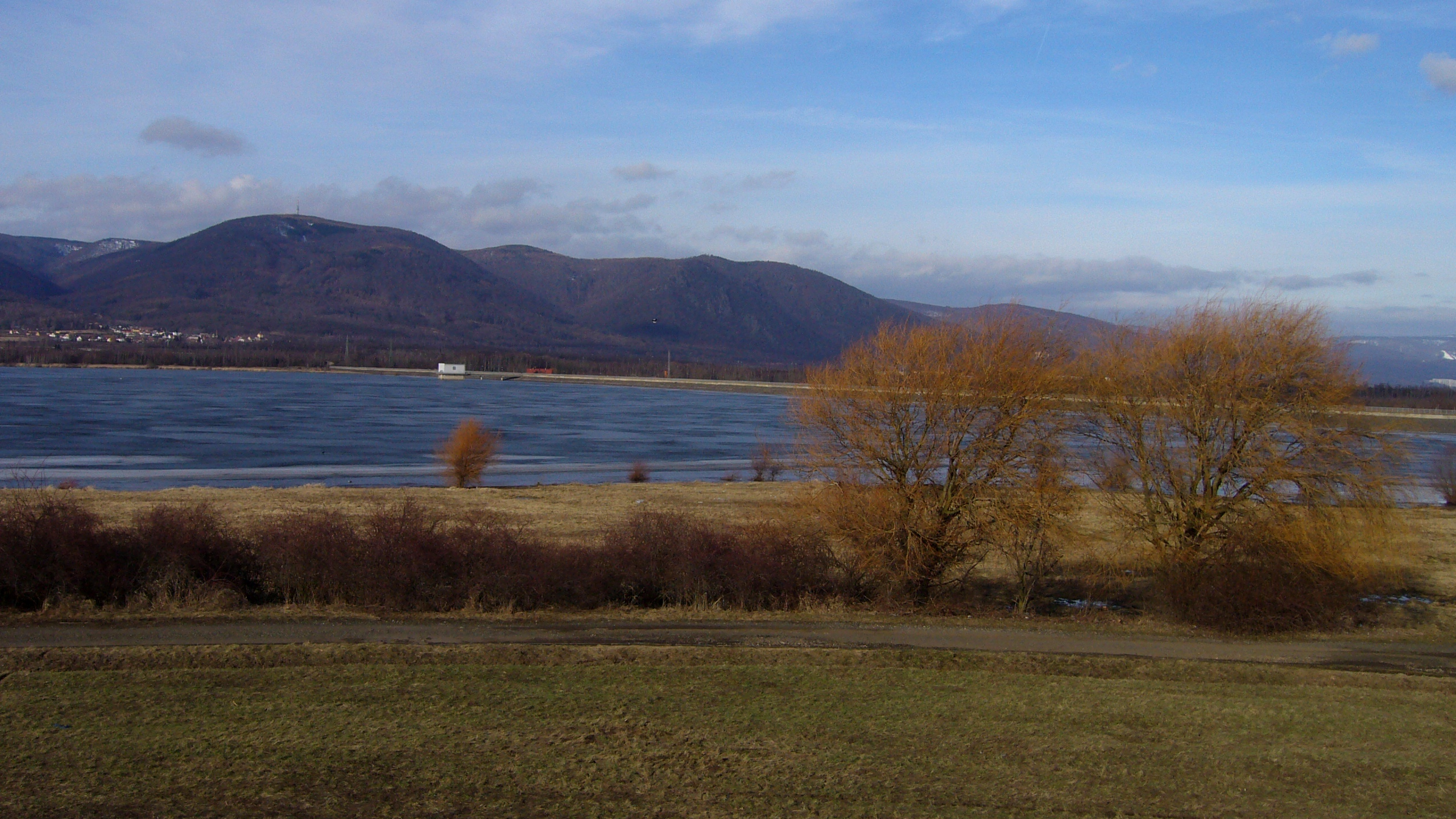
Vodní nádrž Újezd od jihu

Kyjice stávaly v Ústeckém kraji v katastrálním území Kyjice o rozloze 2,85 km² asi tři kilometry východně od Jirkova a sedm kilometrů severovýchodně od Chomutova. Geologické podloží tvoří neogenní sedimenty: písky, štěrky a jíly, pod kterými jsou uložené hnědouhelné sloje. Celé území patří k chráněným ložiskovým územím Nové Sedlo nad Bílinou a Otvice. V geomorfologickém členění Česka leží lokalita v Mostecké pánvi, konkrétně v podcelku Chomutovsko-teplická pánev a v okrsku Jirkovská pánev. Část povrchu byla významně přeměněna výstavbou Ervěnického koridoru a vodní nádrže Újezd. Z půdních typů se v severní části území vyskytuje pseudoglej pelický a jižní část pokrývá kambizem arenická. Hranice mezi oběma oblastmi vede ve směru východ–západ přibližně v polovině délky hráze vodní nádrže Újezd.
Velkou část katastrálního území zabírá vodní nádrž Újezd a do nejjižnější části zasahuje také vodní nádrž Zaječice. Vesnicí protékala řeka Bílina, na které byla koncem padesátých let dvacátého století postavena vodní nádrž Kyjice, jejímž úkolem bylo snížit povodňové průtoky a později chránila Lom Československé armády před průnikem vody do lomové jámy. Nádrž se dochovala asi 0,5 kilometru pod hrází vodní nádrže Újezd.

## Obyvatelstvo
Při sčítání lidu v roce 1921 zde žilo 420 obyvatel (z toho 207 mužů), z nichž bylo 37 Čechoslováků, 373 Němců a deset cizinců. Kromě devíti evangelíků a dvanácti lidí bez vyznání patřili k římskokatolické církvi. Podle sčítání lidu z roku 1930 měla vesnice 511 obyvatel: 78 Čechoslováků, 427 Němců a šest cizinců. Náboženská struktura bylo mnohem pestřejší. Stále převažovala římskokatolická většina, ale pět lidí se hlásilo k evangelickým církvím, devět k církvi československé, jeden k izraelské, tři k dalším neuvedeným církvím a 53 lidí bylo bez vyznání.
|                                                                               | 1869 | 1880 | 1890 | 1900 | 1910 | 1921 | 1930 | 1950 | 1961 | 1970 |
| ----------------------------------------------------------------------------- | ---- | ---- | ---- | ---- | ---- | ---- | ---- | ---- | ---- | ---- |
| Obyvatelé                                                                     | 242  | 301  | 304  | 304  | 400  | 420  | 511  | 376  | 292  | 270  |
| Domy                                                                          | 39   | 45   | 48   | 53   | 70   | 70   | 91   | 83   | .    | 78   |
| Počet domů z roku 1961 je zahrnut v celkovém počtu domů místní části Vrskmaň. |      |      |      |      |      |      |      |      |      |      |

## Obecní správa
Po zrušení poddanství se v roce 1850 Kyjice staly samostatnou obcí s osadou Újezd. Podle údajů ze sčítání lidu byly v letech 1869–1930 osadou Jirkova. Po druhé světové válce byly ještě připojeny k Jirkovu, ale v roce 1950 se znovu osamostatnily. V červenci roku 1960 se Kyjice i s Újezdem staly částí obce Vrskmaň. Úředně vesnice zanikla 1. ledna 1979.

## Pamětihodnosti
Asi 600 metrů od středu vesnice stával mlýn Pila, u kterého se dosud dochovalo torzo kyjické tvrze. Uprostřed vesnice stávala zděná kaple Nejsvětější Trojice z poloviny devatenáctého století. Měla obdélný půdorys, průčelí zdůrazněné trojúhelníkovým štítem a zvonici. Uvnitř býval oltář z roku 1815. Barokní socha svatého Jana Nepomuckého z počátku osmnáctého století byla během demolice obce spolu se zdejšími smírčími kříži a křížem s plastikou Ježíše přesunuta do Vrskmaně. Kříž původně stával u cesty na hranici katastrálních území Kyjic a Újezda, zatímco socha bývala u mostu přes Bílinu, kde se křížily cesty do Červeného Hrádku, Chomutova a Mostu.